# Willicarius
Willicarius (französisch Vilchaire; bl. 740–765) war Erzbischof von Vienne zur Zeit von Karl Martell. Er verzichtete, wahrscheinlich zu Beginn der 740er Jahre, auf dieses Amt und zog sich in die Abtei Saint-Maurice zurück. Im Jahr 762 unterzeichnete er bei der Synode von Attigny als „Willicarius, Bischof im Kloster Saint-Maurice“. Am 8. Oktober 765 erscheint er in einer Schenkungsurkunde als „Bischof Wilcarius, der die Gemeinschaft leitet“, demzufolge war er Abt des Klosters Saint-Maurice.